# Eusebio Ayala
Eusebio Ayala (Barrero Grande, 14 d'agost de 1875 — Buenos Aires, 4 de juny de 1942) fou un advocat, periodista i polític paraguaià, president del país en dues oportunitats, del 7 de novembre de 1921 fins al 12 d'abril de 1923 i del 15 d'agost de 1932 fins al 17 de febrer de 1936.
Durant el seu segon mandat, va tenir lloc la Guerra del Chaco, contra Bolívia. Va ser derrocat per un cop d'estat donat pel coronel Rafael Franco i enviat cap a Buenos Aires, al costat del seu comandant, el general José Félix Estigarribia.